# Јакопо Рикати
Гроф Јакопо Франческо Рикати (итал. Jacopo Francesco Riccati; Венеција, 28. мај 1676 — Тревизо, 15. април 1754) био је италијански математичар.
Рикати је уписао студије права на Универзитету у Падови, али се, на наговор Стефана дељи Ањелија, по стицању дипломе 1696. године, преоријентисао на изучавање математике.
Захваљујући великом броју дела везаних за анализу, а посебно диференцијалне једначине, врло брзо је стекао углед код својих савременика. У својим радовима бавио се смањивањем степена диференцијалних једначина и сепарацијом променљивих, а данас је познат по Рикатијевој једначини, диференцијалној једначини облика
{\displaystyle y'=P(x)+Q(x)y+R(x)y^{2}}
коју је детаљно проучио и за коју је дао решења у неким посебним случајевима, иако је такав облик једначине био познат још Јакобу Бернулију.
Рикатијеви синови наследили су његове таленте. Винченцо Рикати предавао је математику на Универзитету у Болоњи пуне три деценије, Ђордано Рикати је био признати математичар и архитекта, а Франческо Рикати је писао о примени геометрије у архитектури.